# Roger Lallemand
Roger Lallemand (Quevaucamps, 17 januari 1932 – Sint-Gillis, 20 oktober 2016) was een Belgisch politicus voor de Parti Socialiste (PS). Zijn naam is verbonden aan het wetsvoorstel Lallemand-Herman-Michielsens om abortus onder bepaalde voorwaarden niet meer strafbaar te maken.

## Biografie
Als doctor in de rechten en licentiaat in de Romaanse filologie aan de Université libre de Bruxelles (ULB) werd Roger Lallemand beroepshalve advocaat aan de balie van Brussel. In 1971-1972 was hij voorzitter van de Conferentie van de Jonge Balie in Brussel. Hij trad op als advocaat voor Régis Debray en Willy Peers in processen die tegen hen werden gevoerd.
Van 1970 tot 1973 was hij directeur van het Centre de sociologie de la littérature aan de ULB. Van 1970 tot 1973 en van 1994 tot 2002 was hij lid van de raad van bestuur van de ULB. Samen met Luc Coene was hij afwisselend ondervoorzitter en voorzitter van de Koninklijke Muntschouwburg. Lallemand was lid van de Brusselse loge Les Amis Philanthropes nº 1 van het Grootoosten van België en bevriend met Jean-Paul Sartre en Simone de Beauvoir.

### Politicus
Voor de PS zetelde Lallemand lange tijd in de Senaat. Van 1979 tot 1985 was hij er gecoöpteerd senator en van 1985 tot 1999 rechtstreeks verkozen senator. Hierdoor zetelde hij van 1985 tot 1991 automatisch ook in de Raad van de Franse Gemeenschap. In de Senaat was hij van 1985 tot 1991 voorzitter van de PS-fractie. Dit mandaat werd onderbroken toen hij van maart tot mei 1988 voorzitter van de Senaat was. Tevens was hij van 1983 tot 2006 gemeenteraadslid van Elsene. 
Op 3 april 1990 werd zijn wetsvoorstel om abortus provocatus onder bepaalde voorwaarden niet meer strafbaar te maken, dat hij in de Senaat samen met Lucienne Herman-Michielsens indiende, door het Federaal Parlement bij wisselmeerderheid goedgekeurd. Deze wet wijzigde de artikelen 348, 350, 351 en 352 van het Strafwetboek en hief artikel 353 op en is een van de minst restrictieve abortuswetgevingen van de wereld. In 1999 werd Lallemand erevoorzitter van de senaat en in 2002 werd hij benoemd tot minister van staat.
In 2013 kwam aan het licht dat Lallemand cliënt was bij de Zwitserse bank HSBC, een instelling die Belgen hielp belastingen te ontwijken en hun vermogen uit het zicht van de fiscus te houden.

## Eretekens
- België: Grootkruis Orde van Leopold II 9 juni 1999[3]
- Frankrijk: Commandeur orde van het Légion d'honneur 1991

- Bibliothèque nationale de France: cb146254203 (data)
- Gemeinsame Normdatei: 1225060508
- International Standard Name Identifier: 0000 0003 8310 8414
- Library of Congress Control Number: n94098575
- Système universitaire de documentation: 060329726
- Virtual International Authority File: 267648624
- WorldCat: E39PBJk8YHTr6HrFfJb98C7j4q